# 孤食
孤食（こしょく）とは、一人で食事をする際に孤独を感じる「寂しい食事」の意味で用いられる言葉である（この点についてはランチメイト症候群も参照）。マスメディアによる比較的新しい造語であるが（後述）、一人で食事を摂ること自体を「寂しいもの」と否定的に捉え問題視することは主観的な価値判断であるという批判があり、コロナ禍において会食制限や「3つの密」回避が提唱されたことも手伝い、一人で食事ができる環境が整った飲食店も増えている。

## 概要
NHK特集「なぜ一人で食べるの 食生活が子どもを変える」の中で、足立己幸の調査結果によって、家族が家の中にいるにもかかわらず、子供が一人で食事をする実態が明らかになり「孤食」という言葉が誕生した。

一人で食べる孤食に対して、家族で食べる食事は「共食」と言われる。同音異字語として、1990年代に提唱されるようになった個食があるが、「個食」は元は、家族が一緒に食卓を囲んでもそれぞれの食事のメニューが異なることを指していた。

## 孤食の影響
孤食による影響として、好きな物ばかり食べる傾向になり、栄養の偏りや食生活リズムの崩れ（一日三食食べない）など、身体的な健康面への影響が懸念される生活習慣の形成が挙げられるほか、共に食べる人がいないことによるコミュニケーションの欠如、社会性・協調性の低下、精神的不安定など精神健康面での影響も考えられる。朝食に家族全員で食べる子供の方が、孤食の子供よりも食欲があり、朝食夕食ともに主食・主菜・副菜の揃う割合が高く、不定愁訴も低いという結果がある。
国際連合やアメリカの調査会社ギャラップ社などがまとめた2025年版の「世界幸福度報告書（World Happiness Report）」によると、誰かと一緒に食事をとることは、幸福度の指標として所得や雇用状態に匹敵するほど強力であるとしている。一方、孤食については複数の学術誌において、様々な形でネガティブな報告がなされている。

## 世代間の孤食について
高校生の孤食について、夕食孤食は塾通いやアルバイトによる物理的な時間の制約が関係しているのに対し、別室孤食は時間のずれの制約に関係なく、食卓を説教の場とイメージしていることが影響している。したがって、高校生の孤食は家族関係や食卓に対する否定的なイメージが影響していると考えられる。
高齢者の孤食も注目されており、70歳以上の高齢者全体では、昼食で32%、夕食で22%が一人で食事しており、特に単身世帯の高齢者は昼食と夕食でそれぞれ 81%、85%と高い孤食率を示した。ただし、介護を週4日以上受けていたり、子どもが同居・同一敷地内、あるいは徒歩5分程度の場所に住んでいたりすれば、共食確率が2倍以上に高まるほか、仕事を4.5時間あるいは社会活動を4時間程度行えば、共食率が約2倍に高まる。